# Calyptranthes spruceana
Calyptranthes spruceana är en myrtenväxtart som beskrevs av Otto Karl Berg. Calyptranthes spruceana ingår i släktet Calyptranthes och familjen myrtenväxter. Inga underarter finns listade i Catalogue of Life.